# Gente de mala calidad
Gente de mala calidad es una película española dirigida por Juan Cavestany.

## Argumento
Manuel (Alberto San Juan) ha sido en su pasado gigoló, deja su trabajo para retomar su vida personal con su exnovia Osiris (Maribel Verdú) encontrándose con la cruda realidad...